# Horatio Fitch
Horatio May Fitch (16. december 1900 – 4. maj 1985) var en amerikansk sportsudøver som deltog i de olympiske lege 1924 i Paris.
Fitch vandt en sølvmedalje i atletik under OL 1924 i Paris. Han kom på en andre i disciplinen 400 meter med resultatet 48,4 sekunder bagefter Eric Liddell fra Storbritannien som vandt med 47,6 hvilket var en ny verdensrekord.